# 강용환
강용환 (1985년 3월 10일 - )은 대한민국의 수영 선수이다. 2006년 도하 아시안 게임 수영 종목에 국가 대표로 참가했다. 현재 강원도청 소속이다.